# 금낭화
금낭화(錦囊花, bleeding-hearts)는 현호색과, 양귀비과의 산지의 돌밭이나 계곡에서 자라는 여러해살이풀이다.

## 이름
생약명으로는 하포모단근(荷包牡丹根), 금낭근(錦囊根)로 불린다. 세뱃돈을 받아 넣던 비단 복주머니 모양과 비슷하고, 금낭화의 꽃 속에 황금빛 꽃가루가 들어 있어 금주머니꽃이라는 뜻인 금낭화라 이름이 붙었다는 설이 있다. 등처럼 휘어지고, 모란처럼 꽃이 아름다워서 등모란 또는 덩굴모란이라 부르기도 하며, 꽃의 생김새가 옛 여인들이 치마 속에 넣고 다니던 주머니와 비슷하여 며느리주머니, 며늘치라고 부르기도 한다.

## 원산지
중국이 원산이라고 알려져 왔으나, 지리산, 설악산 같은 곳에서 자생지가 발견되어 이에 대한 새로운 연구가 필요하다.

## 생태
전체가 흰빛이 도는 녹색이고 줄기는 연약하며, 곧게 선다. 높이는 약 40-50cm이다. 잎은 어긋나며 잎자루는 길고 3회 깃꼴로 갈라지고 그 조각은 달걀꼴의 쐐기 모양이며 끝이 뾰족하고, 엉성한 치아 모양 또는 결각 모양의 톱니가 있다. 꽃은 담홍색으로 5-9월 총상꽃차례로서 주머니모양으로 줄기 끝에 핀다. 수술은 6개로 양체(兩體)이며 꽃실은 구부러지고 암술은 1개이다. 삭과는 긴타원형이다.

## 쓰임새
일본에서는 전초를 탈홍증에 사용하며, 한방에서 하포목단근(荷包牧丹根)이라 하여 생약으로 쓴다. 주로 관상용, 분화용으로 쓴다. 어린잎을 살짝 데쳐 찬 물에 우려낸 뒤 나물로 무쳐 먹거나 된장국의 국거리로 쓴다. 꽃을 그늘에 말려 차로 이용하기도 한다.

## 재배 및 관리
씨로 번식하며, 반그늘이면서 배수가 잘 되는 곳에서 기른다. 키우기가 그리 까다롭지는 않지만 건조하게 두어서는 안 된다. 보기가 좋다고 그대로 두면 포기가 작아지고 결국 없어지기도 하므로, 2~3년에 한 번씩 포기를 나누어 자리를 옮겨 주어야 한다.

## 갤러리

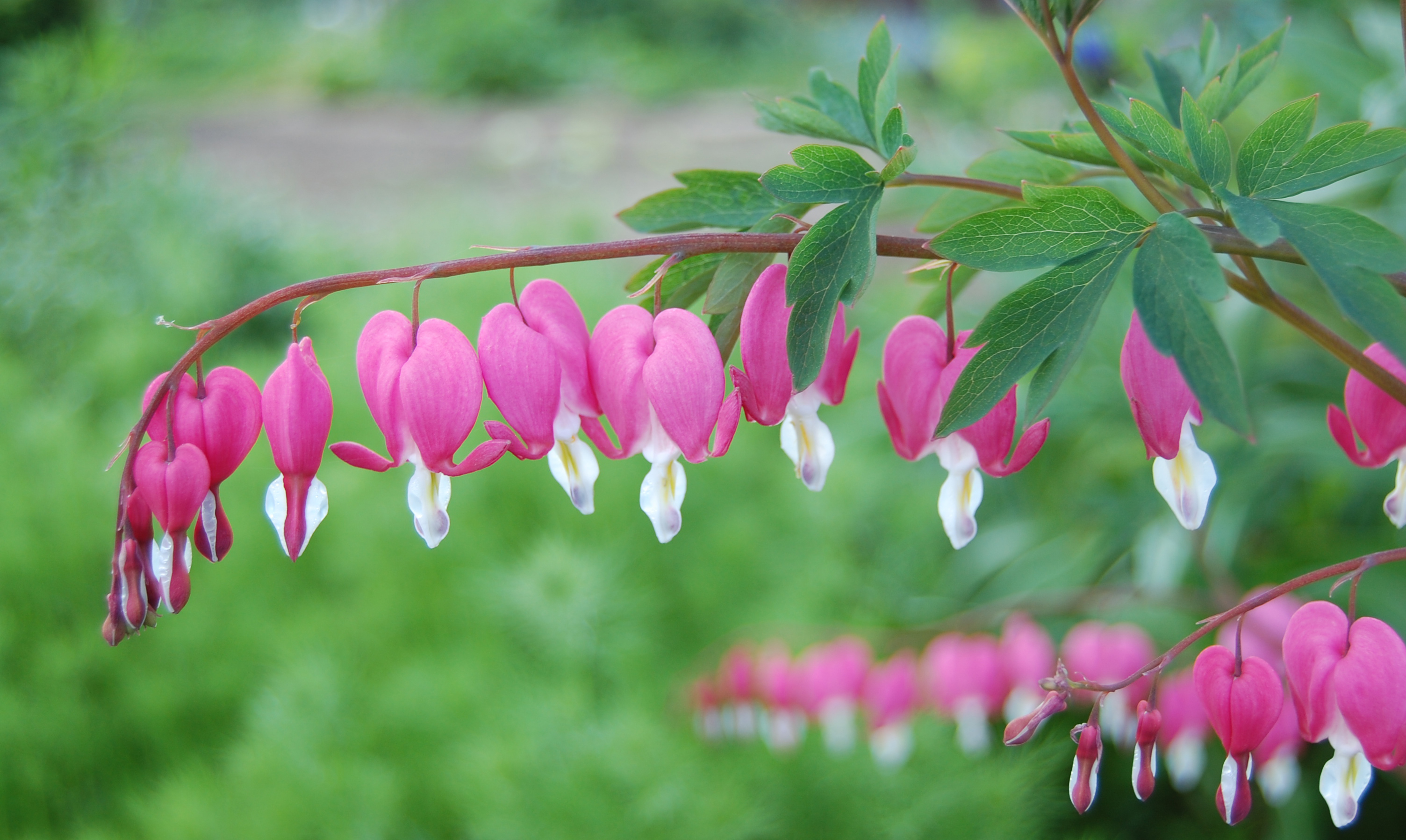
꽃
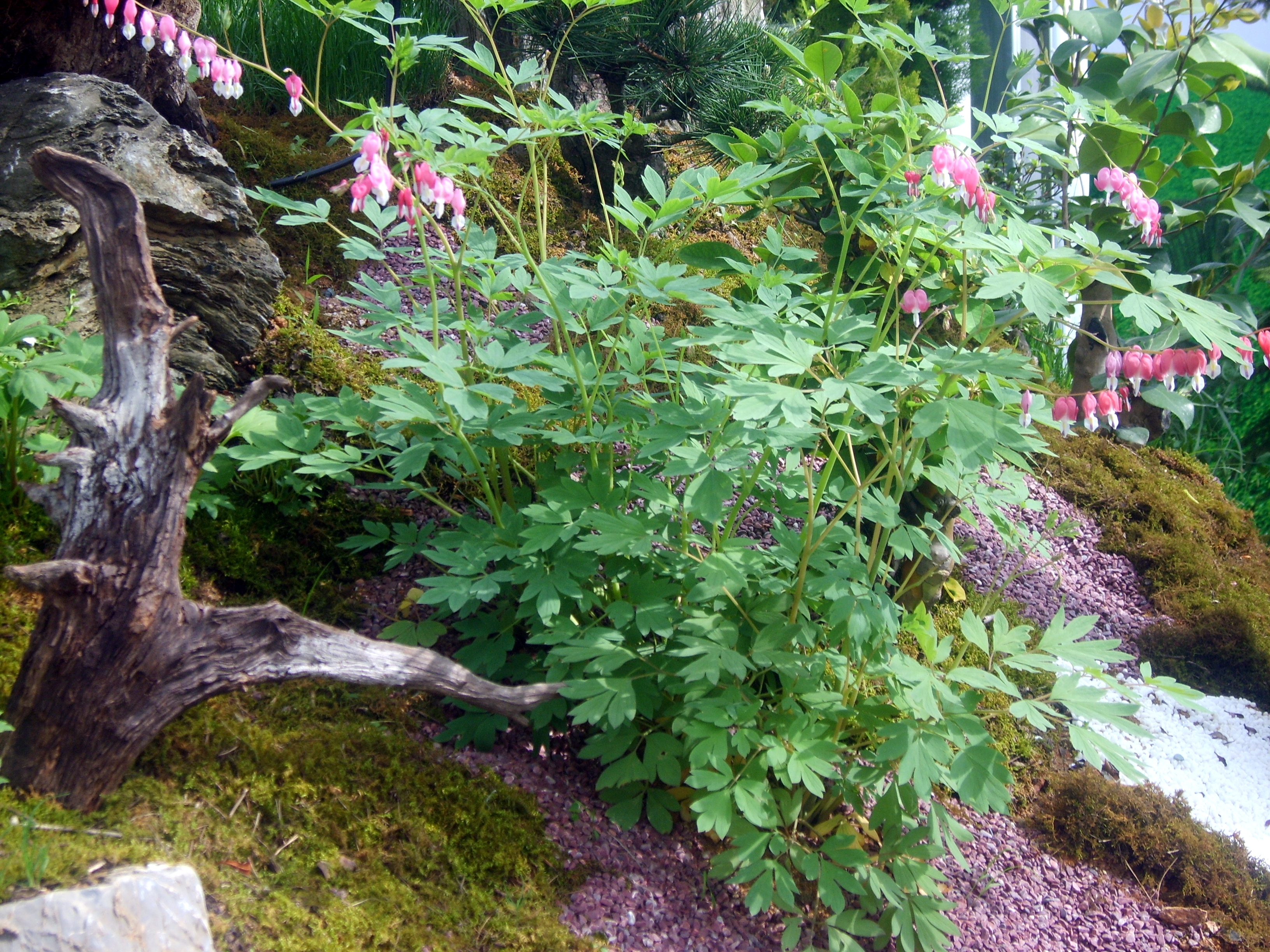
전체 모습
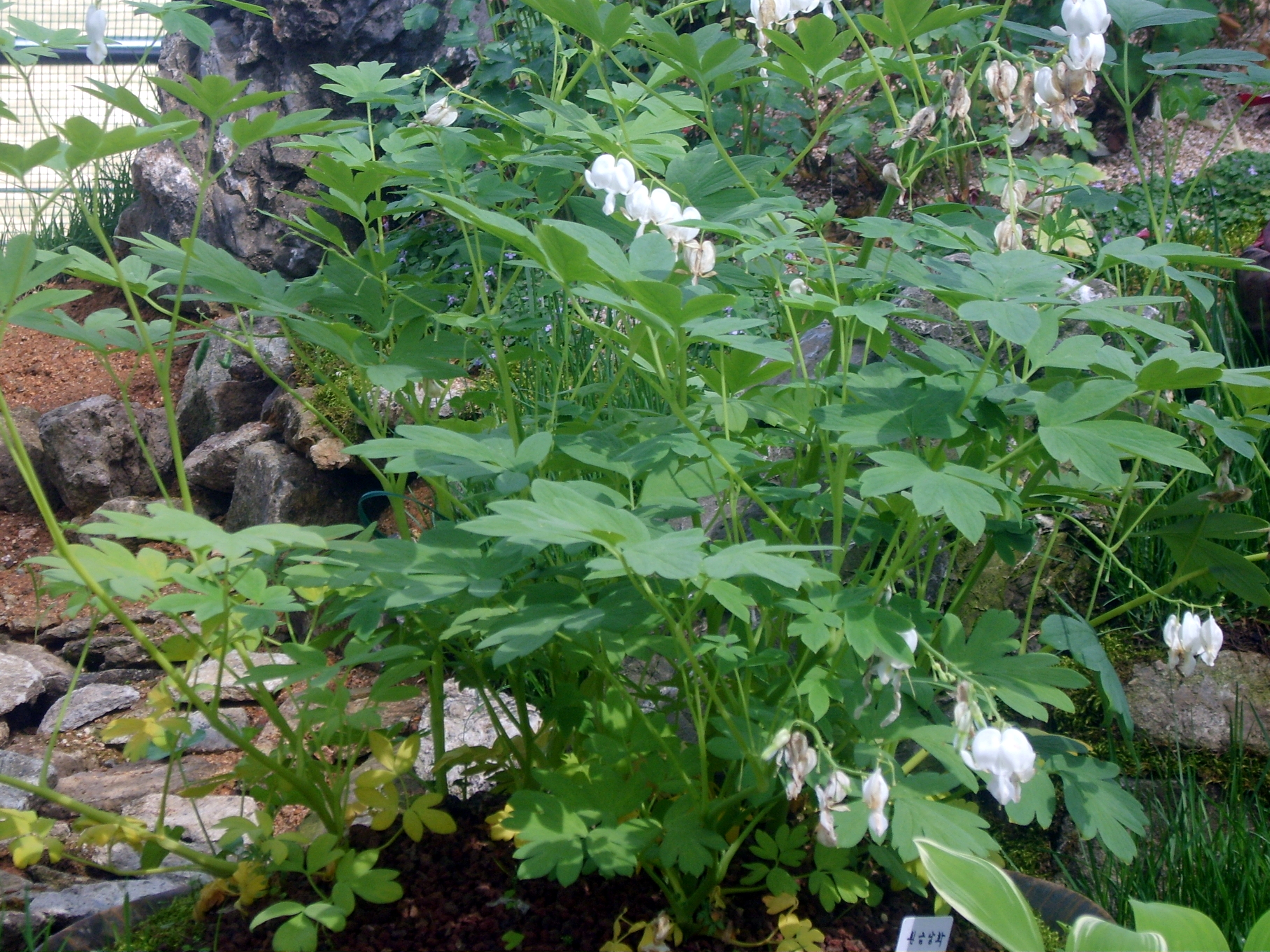
흰금낭화
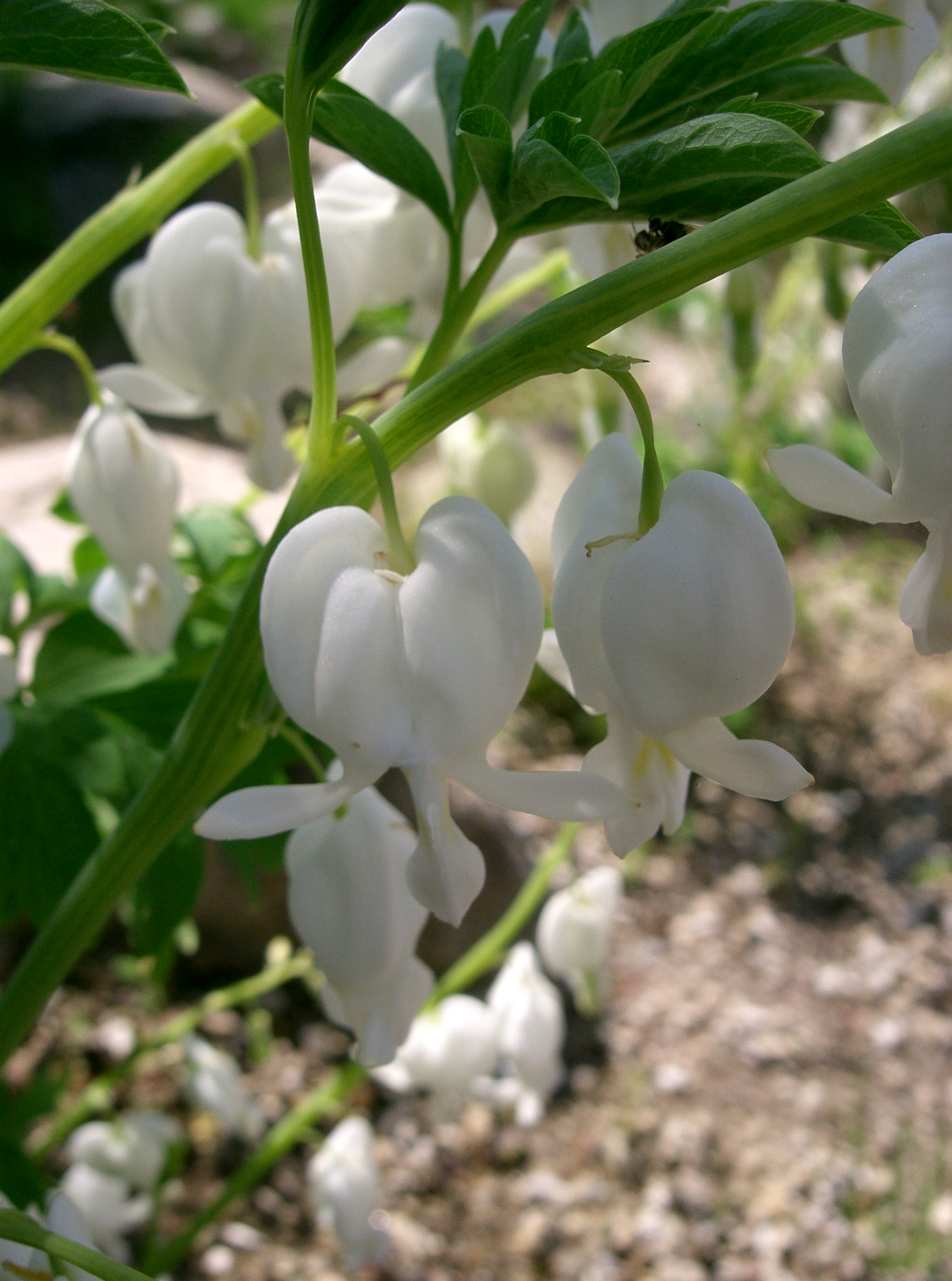
흰금낭화 꽃

## 같이 보기
- 금낭화로